# Home (프로콜 하럼의 음반)
| 전문가 평가              | 전문가 평가 |
| 평가 점수                | 평가 점수   |
| 출처                     | 점수        |
| ------------------------ | ----------- |
| AllMusic                 | [ 1 ]       |
| Christgau's Record Guide | C+          |
| Rolling Stone            | (not rated) |

《Home》은 1970년 6월 5일에 발매된 영국의 프로그레시브 록 밴드 프로콜 하럼의 네 번째 스튜디오 음반이다. 오르가니스트 매튜 피셔와 베이시스트 데이비드 나이츠가 떠나고 베이시스트 겸 오르가니스트 크리스 코핑이 남은 핵심 선수 명단(리드 싱어 겸 피아니스트 게리 브루커, 드러머 B. J. 윌슨, 리드 기타리스트 로빈 트로워)에 추가되면서, 프로콜 하럼은 모든 면에서 이름을 제외한 모든 목적에서 다시 파라마운트가 되었다. 코핑을 불러들인 목적은 그들이 이전의 화신과 가졌던 R&B 사운드의 일부를 밴드에 돌려주기 위한 것이었다.

## 배경
첫 세션은 1969년 가을 트라이던트 스튜디오에서 밴드의 이전 음반을 프로듀싱하기도 했던 전 오르가니스트 매튜 피셔의 감독 아래 런던에서 공연되었다. 사운드와 공연에 불만을 품은 밴드는 트라이던트 세션을 폐기하고 1970년 2월, 프로듀서 크리스 토머스와 엔지니어 제프 재럿과 애비 로드 스튜디오에서 다시 시작했다. 음반이 완성되면, 커버는 밴드 멤버들이 등장하는 보드 게임 뱀과 사다리의 영국 버전을 패러디하기로 결정했다.
이 음반은 1970년 6월에 발매되었을 때 미국에서 34위, 영국에서 49위를 차지했고, 6위를 정점으로 덴마크 톱 10에 올랐다. 이 음반은 기타리스트 로빈 트로워가 작사가 키스 리드와 함께 쓴 싱글 〈Whiskey Train〉이 선행되었다.

## 곡 목록
모든 곡들은 특별한 언급이 없는 한 게리 브루커와 키스 리드에 의해 작사/작곡하였다.
| #  | 제목                           | 작사·작곡         | 재생 시간 |
| -- | ------------------------------ | ----------------- | --------- |
| 1. | 〈Whisky Train〉               | 로빈 트로워, 리드 | 4:31      |
| 2. | 〈The Dead Man's Dream〉       |                   | 4:46      |
| 3. | 〈Still There'll Be More〉     |                   | 4:53      |
| 4. | 〈Nothing That I Didn't Know〉 |                   | 3:38      |
| 5. | 〈About to Die〉               | 트로워, 리드      | 3:35      |

| #  | 제목                | 재생 시간 |
| -- | ------------------- | --------- |
| 1. | 〈Barnyard Story〉  | 2:46      |
| 2. | 〈Piggy Pig Pig〉   | 4:47      |
| 3. | 〈Whaling Stories〉 | 7:06      |
| 4. | 〈Your Own Choice〉 | 3:13      |